# Enlace Móvil
Enlace Móvil (antes conocido como Tu Teléfono) es una aplicación de software desarrollada por Microsoft. Está diseñada para tender un puente entre los ordenadores personales con Windows 10 y Windows 11 y los dispositivos móviles que funcionan con plataformas Android e iOS.La aplicación permite a los usuarios acceder a hasta 2000 de las fotos más recientes de un dispositivo móvil conectado, enviar mensajes SMS y realizar llamadas telefónicas directamente desde una PC.
Presentada como parte de la actualización de octubre de 2018 de Windows 10 (1809), Enlace Móvil sustituye a la antigua aplicación Compañero de Tu Teléfono. Una de sus características notables es la capacidad de reflejar la pantalla de un dispositivo Android en un PC. Sin embargo, esta funcionalidad está actualmente limitada a ciertos dispositivos que vienen con el servicio Enlace a Windows preinstalado.
Además de estas funciones, también ofrece una función de copiar y pegar entre dispositivos. Esto permite a los usuarios transferir sin problemas texto copiado e imágenes entre sus dispositivos utilizando los atajos estándar de copiar y pegar. Esta función ejemplifica el objetivo de la aplicación de mejorar la productividad permitiendo una interacción más fluida entre distintos dispositivos. A pesar de sus posibilidades, se centra en un diseño fácil de usar, garantizando que sus funciones sean accesibles y sencillas de utilizar.

## Historia
El 26 de mayo de 2015, Microsoft presentó la aplicación Compañero de Tu Teléfono para vincular ordenadores de sobremesa Windows 10 con móviles Windows Phone, Android y iPhone.
La compañía lanzó la aplicación durante su conferencia Build 2018 el 7 de mayo de ese año, permitiendo a los usuarios acceder a fotos recientes del teléfono desde sus ordenadores personales y enviar mensajes de texto SMS.
En el evento de lanzamiento de Samsung Galaxy Note 10, Microsoft proporcionó una vista previa de la función mejorada Tu Teléfono, que permite a los usuarios recibir llamadas telefónicas en sus PC utilizando Bluetooth. La función estuvo disponible en todos los dispositivos Android el 20 de febrero de 2020. Durante el evento, se anunció que Tu Teléfono vendría preinstalado en la mayoría de los dispositivos Samsung Galaxy debido a la asociación con Samsung Electronics. Tu Teléfono pasó a llamarse Enlace Móvil el 31 de marzo de 2022.
Finalmente, Microsoft comenzó a ofrecer soporte para el iPhone el 27 de abril de 2023.